# Christian Gille
Christian Gille (Wolfen, 6 de enero de 1976) es un deportista alemán que compitió en piragüismo en la modalidad de aguas tranquilas.
Participó en tres Juegos Olímpicos, entre los años 2000 y 2008, obteniendo en total tres medallas: oro en Atenas 2004 y plata y bronce en Pekín 2008. Ganó 14 medallas en el Campeonato Mundial de Piragüismo entre los años 1995 y 2007 y 7 medallas en el Campeonato Europeo de Piragüismo entre los años 2002 y 2007.

## Palmarés internacional
| Juegos Olímpicos   | Juegos Olímpicos         | Juegos Olímpicos  | Juegos Olímpicos |
| Año                | Lugar                    | Medalla           | Competición      |
| ------------------ | ------------------------ | ----------------- | ---------------- |
| 2004               | Atenas (Grecia)          | Medalla de oro    | C2 1000 m        |
| 2008               | Pekín (China)            | Medalla de plata  | C2 1000 m        |
| 2008               | Pekín (China)            | Medalla de bronce | C2 500 m         |
| Campeonato Mundial |                          |                   |                  |
| Año                | Lugar                    | Medalla           | Competición      |
| 1995               | Duisburgo (Alemania)     | Medalla de bronce | C4 1000 m        |
| 1997               | Dartmouth (Canadá)       | Medalla de oro    | C2 200 m         |
| 1997               | Dartmouth (Canadá)       | Medalla de bronce | C2 500 m         |
| 1998               | Szeged (Hungría)         | Medalla de oro    | C2 200 m         |
| 1998               | Szeged (Hungría)         | Medalla de bronce | C2 500 m         |
| 1999               | Milán (Italia)           | Medalla de bronce | C2 200 m         |
| 2002               | Sevilla (España)         | Medalla de bronce | C1 200 m         |
| 2005               | Zagreb (Croacia)         | Medalla de oro    | C2 500 m         |
| 2005               | Zagreb (Croacia)         | Medalla de oro    | C2 1000 m        |
| 2005               | Zagreb (Croacia)         | Medalla de plata  | C2 200 m         |
| 2006               | Szeged (Hungría)         | Medalla de plata  | C2 200 m         |
| 2007               | Duisburgo (Alemania)     | Medalla de oro    | C2 1000 m        |
| 2007               | Duisburgo (Alemania)     | Medalla de plata  | C2 200 m         |
| 2007               | Duisburgo (Alemania)     | Medalla de bronce | C2 500 m         |
| Campeonato Europeo |                          |                   |                  |
| Año                | Lugar                    | Medalla           | Competición      |
| 2002               | Szeged (Hungría)         | Medalla de bronce | C2 500 m         |
| 2005               | Poznań (Polonia)         | Medalla de oro    | C2 200 m         |
| 2005               | Poznań (Polonia)         | Medalla de oro    | C2 500 m         |
| 2005               | Poznań (Polonia)         | Medalla de oro    | C2 1000 m        |
| 2006               | Račice (República Checa) | Medalla de plata  | C2 1000 m        |
| 2007               | Pontevedra (España)      | Medalla de oro    | C2 200 m         |
| 2007               | Pontevedra (España)      | Medalla de bronce | C2 1000 m        |